# Strippung
Strippung, Strippen oder Stripping ist ein physikalisches Trennverfahren, bei dem Stoffe aus einer flüssigen Phase durch Desorptionsvorgänge (unter Ausnutzung des Henryschen Gesetzes) in die Gasphase überführt werden. Dazu wird die Flüssigphase im Gegenstromprinzip mit einem Gas in Kontakt gebracht.

## Ausführung
Technisch wird die Strippung in der Regel in Füllkörperkolonnen ausgeführt. Über eine Düse wird die geförderte Flüssigkeit am Kopf der Kolonne fein verteilt, so dass diese über die Füllkörper in der Kolonne in den Sumpf rieselt. Im Gegenstrom wird das Strippgas (z. B. Luft) durch die Kolonne gefördert. Die Füllkörper dienen dazu, die Flüssigkeit fein zu verteilen und somit die Phasengrenzfläche zu maximieren. Die Reinigungsleistung wird zudem bestimmt durch das Gas/Flüssigkeits-Verhältnis, wobei der Übergang der Verunreinigung aus der Flüssigkeit in das Gas durch die Henry-Konstante jedes Stoffes beschrieben wird. Der Strippung folgt in der Regel eine Reinigung des Abgases, zum Beispiel durch Adsorption, Kühlung oder Zersetzung.
Das Verfahren kann in weiten Grenzen den Erfordernissen angepasst werden, so dass für eine gegebene Eintrittskonzentration an Verunreinigung in der Flüssigphase die gewünschte Austrittskonzentration erhalten wird.
Auch werden mehrere Stripptürme in einer mehrstufigen Anlage realisiert, um eine gewünschte Reinigungsleistung zu erzielen. Theoretisch entspricht dieses Vorgehen einer Vergrößerung der Füllkörperhöhe.
Die Variablen, die die Effektivität der Strippung bestimmen, sind:
- Durchmesser der Kolonne
- Füllkörperhöhe
- Füllkörpertyp
- Temperatur
- Druck
- Gas- und Flüssigkeitsbelastung

Für die zu reinigende Flüssigkeitsmenge kann ein optimaler Kolonnendurchmesser berechnet werden. Eine minimale Gegenstrommenge bedeutet, dass die Kolonne unendlich viele Übergangseinheiten besitzt. Die Bestimmung der Gegenstrommenge ist ein Optimierungsprozess zwischen Kolonnenhöhe und Gegenstrommenge.

## Anwendung
Strippen wird in der Erdölverarbeitung benutzt, um das seitlich an einer Kolonne abgezogene Produkt von leichteren Bestandteilen zu reinigen, zum Beispiel Kerosin vom leichter siedenden Benzin.
In der Abwasserreinigung können damit Ammoniak, Schwefelwasserstoff, Mercaptane, Phenole, organische Halogenverbindungen und Kohlenwasserstoffe entfernt werden.
Bei bestimmten Anwendungen kann Schlamm aus Fällungsreaktionen (Eisen, Mangan) die Füllkörper verstopfen und die Reinigungsleistung des Verfahrens herabsetzen. In diesen Fällen ist eine vorherige Enteisenung notwendig.